# Водонапорная башня (Равенсберг)
Водонапорная башня Равенсберга (нем. Wasserturm Ravensberg) — архитектурное сооружение в стиле неоренессанса, построенное в 1896 году по проекту архитектора Рудольфа Шмидта в городе Киль. Находится в районе Равенсберг. Памятник культуры с 1976 года.

## Сооружение

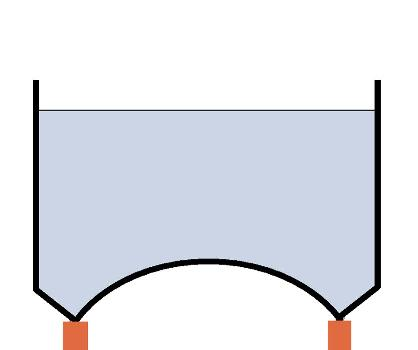
Резервуар «Инце»

Водонапорная башня представляет собой круглое кирпичное здание, построенное по подобию средневековых укреплений, городских и замковых башен. Рудольф Шмидт, архитектор отвечавший в то время за застройку города Киль, спроектировал водонапорную башню подобным образом с учётом включения окружавшей её территории в состав города. Здание расположено на искусственном холме и имеет диаметр 23,70 метра. Высота водонапорной башни Равенсберга составляет 34 метра; полезная высота при эксплуатации составляла 15 метров. Резервуар водонапорной башни объёмом в 1500 кубических метров относился к типу «Интце», который был изобретён инженером-гидротехником Отто Инце.

## История эксплуатации
После проведения в Киле центрального водоснабжения, в 1886 году в Равенсберге был построен надземный резервуар вместимостью в 2500 кубометров. В ходе расширения Киля и многоэтажной застройки территории рядом с Равенсбергом появилась необходимость в строительстве более высокого резервуара для подачи воды на верхние этажи зданий. В 1898 году вокруг существующего водохранилища на самой высокой точке Равенсберга был создан холм, а на его вершине была построена новая водонапорная башня. В 1974—1975 годах она была отремонтирована; башне заменили крышу. В 1976 году здание получило статус «памятника культуры особой важности» в земле Шлезвиг-Гольштейн.
В 1990 году водонапорная башня Равенсберга была выведена из эксплуатации. В 2000 году она была продана частному инвестору. До 2012 года её помещения использовались для проведения различных мероприятий: театральных выступлений, концертов и выставок. В 2013 году внутреннее пространство башни планировалось перестроить с целью создания 34 кондоминиумов на нескольких уровнях, включая подземную автостоянку на 92 парковочных места, при этом внешний вид башни должен был остаться прежним.